# Дмитрий Исаакович Борецкий
Дмитрий Исаакович Борецкий (?, Великий Новгород — 24 июля 1471, Руса) — старший сын Марфы Борецкой и новгородского посадника Исаака Борецкого.
В 1470 году принял участие в поездке в Венгрию, где тайно вступил в брак с представительницей рода Батори, по имени Анна, а также участвовал в посольстве к польскому королю Казимиру IV, направленном с целью заключения союза против Москвы. Под влиянием матери примкнул к антимосковской партии, действовавшей в пользу подчинения Новгорода Казимиру IV.
В 1471 году был избран степенным посадником в Новгороде. Дмитрий смог добиться расположения великого князя московского Ивана III и в том же году был пожалован в московские бояре.
Однако военного столкновения с Москвой избежать не удалось. Летом 1471 года Дмитрий Борецкий возглавил новгородское ополчение в битве с московским войском на реке Шелони, в которой был разбит и попал в плен. По приказу Ивана III был осуждён за измену и обезглавлен на Красной площади в Русе 24 июля 1471 года.

## В культуре
Дмитрий Борецкий действует в романе Дмитрия Балашова «Марфа-посадница» (1972 год).